# Грінвілл (Вірджинія)
Грінвілл (англ. Greenville) — переписна місцевість (CDP) в США, в окрузі Огаста штату Вірджинія. Населення — 887 осіб (2020).

## Географія
Грінвілл розташований за координатами 38°0′12″ пн. ш. 79°9′14″ зх. д. / 38.00333° пн. ш. 79.15389° зх. д. (38.003450, -79.153862).  За даними Бюро перепису населення США в 2010 році переписна місцевість мала площу 9,52 км², з яких 9,47 км² — суходіл та 0,05 км² — водойми.

## Демографія
Згідно з переписом 2010 року, у переписній місцевості мешкали 832 особи в 243 домогосподарствах у складі 178 родин. Густота населення становила 87 осіб/км².  Було 259 помешкань (27/км²).
Расовий склад населення:
| - 82,2 % — білих - 15,7 % — чорних або афроамериканців - 1,1 % — корінних американців - 0,1 % — азіатів |

До двох чи більше рас належало 0,6 %. Частка іспаномовних становила 1,6 % від усіх жителів.
За віковим діапазоном населення розподілялося таким чином: 11,2 % — особи молодші 18 років, 75,5 % — особи у віці 18—64 років, 13,3 % — особи у віці 65 років та старші. Медіана віку мешканця становила 43,4 року. На 100 осіб жіночої статі у переписній місцевості припадало 194,0 чоловіків;  на 100 жінок у віці від 18 років та старших — 209,2 чоловіків також старших 18 років.
Середній дохід на одне домашнє господарство  становив 56 308 доларів США (медіана — 58 875), а середній дохід на одну сім'ю — 61 557 доларів (медіана — 61 714). Медіана доходів становила 45 656 доларів для чоловіків та 25 573 долари для жінок. 
Цивільне працевлаштоване населення становило 465 осіб. Основні галузі зайнятості: виробництво — 23,0 %, освіта, охорона здоров'я та соціальна допомога — 17,0 %, роздрібна торгівля — 16,3 %.